# Pachypsylla
Genre
Pachypsylla est un genre d'insectes hemiptères de la famille des Aphalaridae. 

## Description
Les espèces du genre Pachypsylla pondent leurs œufs sur les feuilles de l'arbre Celtis occidentalis. À l'éclosion, les jeunes psylles sont enfermées dans une galle que les jeunes parties des feuilles développent en réponse à l'infestation.

## Liste des espèces
Selon GBIF (4 février 2025) :
- Pachypsylla celtidisasterisca Riley, 1890
- Pachypsylla celtidiscucurbita Riley, 1890
- Pachypsylla celtidisgemma Riley, 1885
- Pachypsylla celtidisglobula Riley, 1890
- Pachypsylla celtidisinteneris Mally, 1894
- Pachypsylla celtidismamma (Riley, 1881)
- Pachypsylla celtidispubescens Riley, 1890
- Pachypsylla celtidisumbilicus Riley, 1890
- Pachypsylla celtidisvesicula Riley, 1890
- Pachypsylla cohabitans Yang & Riemann, 2001
- Pachypsylla dubia Patch, 1912
- Pachypsylla pallida Patch, 1912
- Pachypsylla tropicala Caldwell, 1944
- Pachypsylla venusta (Osten-Sacken, 1861)

## Systématique
Le nom valide complet (avec auteur) de ce taxon est Pachypsylla Riley, 1883.